# Zimowa Uniwersjada 2001

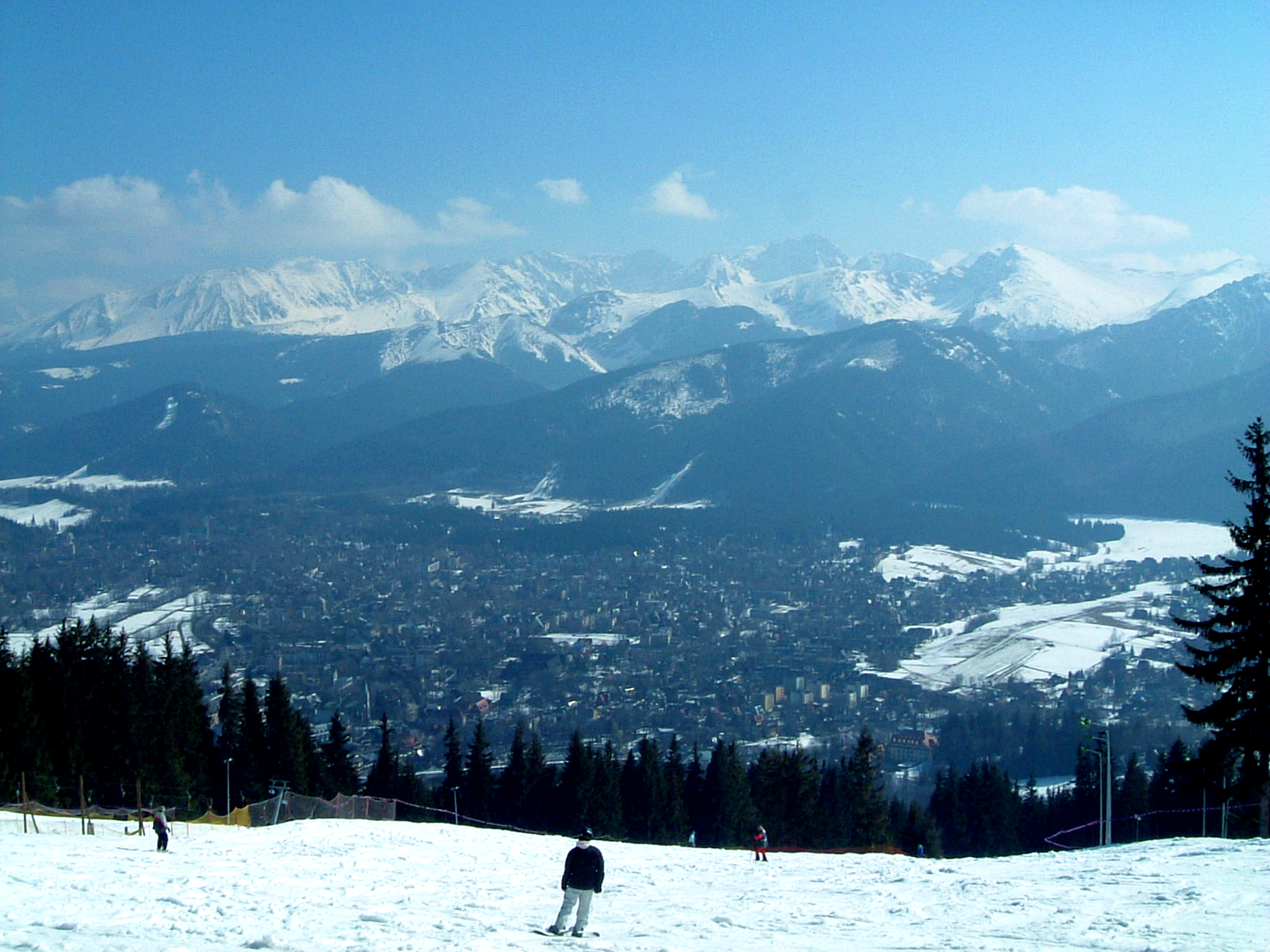
Zakopane

20. Zimowa Uniwersjada – międzynarodowe zawody sportowców-studentów, które odbyły się w Zakopanem. Impreza została zorganizowana między 7 a 17 lutego 2001 roku. Polska po raz drugi w historii gościła imprezę tej rangi – poprzednio Zimowa Uniwersjada 1993 odbyła się także w Zakopanem. Otwarcia Uniwersjady podczas ceremonii pod Wielką Krokwią dokonała Marszałek Senatu RP Alicja Grześkowiak, zapalenia znicza akademickich igrzysk dokonała Irena Szewińska, polską flagę na maszt wciągnął Józef Łuszczek, przysięgę sportową w imieniu polskich reprezentantów złożył Łukasz Kruczek, zaś patronat nad zawodami objął premier RP Jerzy Buzek. W uniwersjadzie wzięło udział 1543 zawodników z 41 krajów. Zawodnicy rywalizowali nie tylko w stolicy polskich Tatr, ale także w Nowym Targu, Krynicy, Oświęcimiu, Szczawnicy oraz Kościelisku. Z okazji zawodów Poczta Polska wydała pamiątkowy znaczek. Oficjalnym hymnem imprezy był utwór „Zwycięstwo” w wykonaniu zespołu Golec uOrkiestra. Zawody były transmitowane w kanałach TVP.

## Polscy uczestnicy
Pierwotnie zaanonsowano udział w ekipie reprezentacji Polski 87 zawodników w dyscyplinach: skoki narciarskie (2), biegi narciarskie (5), snowboard (6), łyżwiarstwo figurowe (2), short-track (3), biathlon (5), hokej na lodzie (20).

## Polscy medaliści
Reprezentanci Polski zdobyli w sumie 14 medali. Wynik ten dał drużynie 3. miejsce w klasyfikacji medalowej.

### Złoto
- Tomasz Sikora – biathlon, bieg indywidualny 20 km
- Tomasz Sikora – biathlon, sprint 10 km
- Tomasz Sikora – biathlon, bieg pościgowy 12,5 km
- Dagmara Krzyżyńska – narciarstwo alpejskie, slalom gigant
- Dagmara Krzyżyńska – narciarstwo alpejskie, slalom
- Łukasz Kruczek – narciarstwo klasyczne, skoki K 85 indywidualnie
- Łukasz Kruczek – narciarstwo klasyczne, skoki K 120 indywidualnie
- Blanka Isielonis – snowboard, slalom równoległy

### Srebro
- Sabina Wojtala – łyżwiarstwo figurowe, solistki
- Sylwia Nowak i Sebastian Kolasiński – łyżwiarstwo figurowe, tańce na lodzie
- Wojciech Pająk – snowboard, half-pipe

### Brąz
- Adam Kwak, Janusz Krężelok, Marcin Roszkowski, Tomasz Kałużny – narciarstwo klasyczne, sztafeta 4 × 10 km
- Michał Piecha, Bartłomiej Golec, Adam Gużda, Tomasz Sikora – biathlon, sztafeta 4 × 7,5 km
- Klaudyna Mikołajczyk – snowboard, boardercross

## Klasyfikacja medalowa
| Klasyfikacja medalowa | Klasyfikacja medalowa | Klasyfikacja medalowa | Klasyfikacja medalowa | Klasyfikacja medalowa | Klasyfikacja medalowa |
| --------------------- | --------------------- | --------------------- | --------------------- | --------------------- | --------------------- |
| Miejsce               | Reprezentacja         | Złoto                 | Srebro                | Brąz                  | Razem                 |
| 1                     | Rosja                 | 14                    | 9                     | 8                     | 31                    |
| 2                     | Korea Południowa      | 8                     | 4                     | 2                     | 14                    |
| 3                     | Polska                | 8                     | 3                     | 3                     | 14                    |
| 4                     | Słowenia              | 6                     | 4                     | 3                     | 13                    |
| 5                     | Szwajcaria            | 5                     | 3                     | 3                     | 11                    |
| 6                     | Japonia               | 3                     | 2                     | 5                     | 10                    |
| 7                     | Austria               | 2                     | 4                     | 3                     | 9                     |
| 8                     | Słowacja              | 2                     | 1                     | 3                     | 6                     |
| 9                     | Białoruś              | 1                     | 4                     | 4                     | 9                     |
| 10                    | Bułgaria              | 1                     | 3                     | 1                     | 5                     |
| 11                    | Ukraina               | 1                     | 1                     | 1                     | 3                     |
| 12                    | Stany Zjednoczone     | 1                     | 0                     | 0                     | 1                     |
| 13                    | Chiny                 | 0                     | 3                     | 5                     | 8                     |
| 14                    | Włochy                | 0                     | 3                     | 3                     | 6                     |
| 15                    | Finlandia             | 0                     | 2                     | 2                     | 4                     |
| 16                    | Francja               | 0                     | 2                     | 0                     | 2                     |
| 17                    | Szwecja               | 0                     | 1                     | 0                     | 1                     |
| 18                    | Hiszpania             | 0                     | 1                     | 0                     | 1                     |
| 19                    | Węgry                 | 0                     | 1                     | 0                     | 1                     |
| 20                    | Kanada                | 0                     | 1                     | 0                     | 1                     |
| 21                    | Czechy                | 0                     | 0                     | 2                     | 2                     |
| 22                    | Wielka Brytania       | 0                     | 0                     | 1                     | 1                     |
| 23                    | Niemcy                | 0                     | 0                     | 1                     | 1                     |